# Lovisanejdens kyrkliga samfällighet
Lovisanejdens kyrkliga samfällighet (finska: Loviisanseudun seurakuntayhtymä) är en lokal förvaltningsenhet inom Evangelisk-lutherska kyrkan i Finland. Samfälligheten har verksamhet i Lovisa stad och i Lappträsk kommun. Samfälligheten tillhör Helsingfors stift. Lovisanejdens kyrkliga samfällighet består av Agricola svenska församling och Agricola finska församling (Agricolan suomalainen seurakunta). Samfälligheten är tvåspråkig med finskspråkig majoritet.
Lovisanejdens kyrkliga samfällighet har hand om bland annat ekonomitjänster, begravningsväsendet, fastighetstjänster och gemensamma tjänster mellan församlingar. Församlingarna är verksamhetsmässigt självständiga och leds av kyrkoherden och församlingsrådet.
I slutet av år 2020 hade Lovisanejdens kyrkliga samfällighet totalt 45 anställda.

## Historia
Samfälligheten bildades år 2009 när församlingarna i Lovisa, Pernå, Liljendal och Strömfors fattade beslut om att bilda en ny Lovisanejdens kyrkliga samfällighet. Det högsta beslutande organet i samfälligheten är gemensamma kyrkofullmäktige samt ett gemensamt kyrkoråd som förbereder och verkställer ärenden. På lokalförsamlingsnivå finns ett församlingsråd.
Fram till slutet av 2018 bestod Lovisanejdens kyrkliga samfällighet av åtta församlingar: Lovisa svenska församling, Lovisa finska församling, Lappträsks svenska församling, Lappträsks finska församling, Pernå församling, Liljendals församling och Strömfors församling. Från och med år 2019 har det varit bara två församlingar i Lovisa och Lappträsk området: Agricola svenska församling och Agricola finska församling.

### Statistik
Före detta församlingarnas medlemsstatistik år 2018:
| Församling                    | Medlemsantalet              |
| ----------------------------- | --------------------------- |
| Lovisa finska församling      | 2865 medlemmar              |
| Lovisa svenska församling     | 2371 medlemmar              |
| Lappträsks finska församling  | 1254 medlemmar              |
| Lappträsks svenska församling | 778 medlemmar               |
| Pernå församling              | 2845 medlemmar              |
| Liljendal församling          | 1136 medlemmar              |
| Strömfors församling          | 1809 medlemmar              |
| Sammanlagt                    | 13 058 närvarande medlemmar |

## Lokaler
Lista över Lovisanejdens kyrkliga samfällighets lokaler:

### Kyrkor och kapell
- Pernå kyrka
- Lappträsk lilla kyrka
- Lappträsk kyrka
- Lovisa kyrka
- Strömfors kyrka
- Andreaskapellet i Andersby
- Sävträsk kapell
- Abborfors kapell
- Lovisa kapell
- Lappträsk kapell
- Liljendals kyrka
- Kungsböle kapell
- Sarvsalö kapell

### Församlingshem och andra lokaler
- Annagården i Andersby
- Brukets församlingshem i Strömfors
- Holken i Lovisa
- Kyrktorget
- Lappträsk församlingshem
- Lovisa församlingshem
- Lovisa prästgård
- Mariagården i Sävträsk
- Mikaelsstugan i Forsby
- Sockenstugan i Pernå